# Sexy, Free & Single
Sexy, Free & Single é o sexto álbum de estúdio da boy band sul-coreana Super Junior. O álbum foi lançado nas lojas físicas no dia 4 de julho de 2012, pela SM Entertainment, sendo distribuído pela KMP Holdings, e disponibilizado para download digital em sites especializados à meia-noite do dia 1 de julho de 2012. Uma nova versão do álbum foi lançada, a versão B, no dia 16 de julho, com uma capa diferente, incluindo fotos de todos os dez integrantes caracterizados de acordo com o conceito das fotos teasers. O álbum foi o primeiro lançamento do grupo em 11 meses após seu último trabalho, o quinto álbum de estúdio, Mr. Simple, de agosto de 2011. Sexy, Free & Single foi relançado em 6 de agosto, com um novo título, Spy, incluindo quatro canções inéditas.
O álbum marca a volta de Kangin, ausente das atividades oficiais do Super Junior desde outubro de 2009, dispensado do serviço militar obrigatório em abril de 2012. No entanto, o álbum é o primeiro com a ausência de Heechul, afastado desde setembro de 2011 para seu serviço militar obrigatório, e o último com a participação do líder Leeteuk, que alistou-se em 30 de outubro de 2012. Sexy, Free & Single foi o terceiro álbum do grupo onde dez dos treze integrantes originais participaram das gravações e promoções, formação que prevaleceu desde o lançamento de Bonamana até o final de 2012.
De acordo com o Gaon Chart, até o final de dezembro de 2012, o álbum vendeu um total de mais de 510.00 cópias apenas na Coreia do Sul. Em 30 de novembro de 2012, o álbum foi premiado como Álbum do Ano no 14º Mnet Asian Music Awards e, em janeiro de 2013, ganhou o Disk Daesang (considerado como o prêmio de Álbum do Ano) no 27º Golden Disk Awards.

## Antecedentes
No dia 21 de junho de 2012, a primeira foto teaser, de Eunhyuk foi lançada. Nos dias seguintes, as fotos de Donghae, Leeteuk, Ryeowook, Yesung, Shindong, Kangin e Sungmin foram lançadas. No dia 25 de junho, uma versão inédita da foto de Leeteuk foi revelada através de seu próprio Twitter. O lançamento dos teasers foi finalizado em 26 de junho, quando as fotos de Siwon e Kyuhyun foram liberadas. As fotos seguem o tema de "homem bonito", com estilos de roupas e concepção diferentes, diversos acessórios, maquiagem forte e cabelos coloridos. No dia 29 de junho, um vídeo teaser de 24 segundos foi liberado. No dia 3 de julho o vídeo musical completo da canção-título do álbum, "Sexy, Free & Single" foi lançado no canal oficial no YouTube da SM Entertainment.

## Musicalidade e vídeo musical
Leeteuk disse que queria experimentar estilos musicais diferentes no novo álbum do grupo, já que as canções dos últimos três álbuns levam um estilo similar. Sungmin explicou dizendo, "As canções dos nossos álbuns anteriores levavam efeitos computadorizados e ritmos cativantes, mas desta vez nós tentamos diversificar em vários gêneros como baladas, R&B e covers de músicas antigas, sem depender de efeitos sonoros especiais".
A canção título "Sexy, Free & Single", composta e arranjada pelos compositores dinamarqueses Daniel 'Obi' Klein, Thomas Sardorf e Lasse Lindorff é uma canção do gênero eurodance, com um refrão fácil e contagiante. "From U" é uma canção de R&B, dedicada aos fãs. A terceira faixa, "Now", fala sobre a vida cotidiana enquanto "Rockstar" é uma faixa que mistura música eletrônica e elementos do hip hop. A canção "Someday" é uma versão cover da canção original por Lee Sang-eun.
O vídeo musical de "Sexy, Free & Single", foi filmado em um estúdio em Namyangju, na Província de Gyeonggi, com coreografia de Devin Jamieson, que trabalhou anteriormente com diversos artistas como BoA, Michael Jackson, Britney Spears e Hilary Duff. A coreografia também contou com a participação dos coreógrafos Lyle Beniga, Nick Baga e Devon Perri. Lançado dia 3 de julho de 2012, o vídeo musical de "Sexy, Free & Single" alcançou 1 milhão de acessos em apenas doze horas.

## Relançamento
O relançamento do álbum, intitulado Spy, inclui quatro novas canções: "Spy", "Only U", que teve sua letra escrita por Donghae e Leeteuk, "Outsider" e "Haru". O vídeo teaser de "Spy" foi lançado em 3 de agosto, e o vídeo musical completo foi liberado dia 13 de agosto. A versão de relançamento alcançou o primeiro lugar na parada semanal do Gaon Chart durante sua semana de lançamento, permanecendo no top 3 por cinco semanas, além de alcançar a primeira colocação nas paradas mensais de agosto.

## Lista de faixas
| Versões A e B  |                                              |                        |                                                             |         |  |
| N.º            | Título                                       | Letras                 | Música                                                      | Duração |  |
| 1.             | "Sexy, Free & Single"                        | Yoo Young-jin          | "Obi" Klein, Thomas Sardorf, Lasse Lindorff                 | 3:44    |  |
| 2.             | "From U" (너로부터; Neorobuteo)              | Yoo Young-jin          | Yoo Young-jin                                               | 3:11    |  |
| 3.             | "Now"                                        | Kim Bu-min             | Hitchhiker                                                  | 3:53    |  |
| 4.             | "Rockstar"                                   | D2O, Youngsky          | D2O, Youngsky                                               | 3:11    |  |
| 5.             | "Gulliver" (걸리버; Geollibeo)               | Eunhyuk                | Markus Bøgelund, Søren Juhl Holmager, Mick Muxoll Rasmussen | 3:25    |  |
| 6.             | "Someday" (언젠가는; Eonjenganeun)           | Lee Sang-eun           | Lee Sang-eun, An Jiwoo                                      | 4:13    |  |
| 7.             | "Bittersweet" (달콤씁쓸; Talkomsseupsseul)   | Kim Jungbae            | Kenzie                                                      | 3:26    |  |
| 8.             | "Butterfly" (빠삐용; Ppappiyong)             | Hwang Hyun, Shin Agnes | Hwang Hyun                                                  | 3:08    |  |
| 9.             | "Daydream" (머문다; Meomunda)                | Ha Jungho, Storyteller | Ha Jungho, Storyteller                                      | 3:44    |  |
| 10.            | "A ‘Good’ bye" (헤어지는 날; Heeojineun Nal) | Park Changhyun         | Park Changhyun                                              | 3:48    |  |
| Duração total: | Duração total:                               | Duração total:         | Duração total:                                              | 35:43   |  |

| Relançamento (Spy) |                                              |                        |                                                                      |         |  |
| N.º                | Título                                       | Letras                 | Música                                                               | Duração |  |
| 1.                 | "Sexy, Free & Single"                        | Yoo Young-jin          | "Obi" Klein, Thomas Sardorf, Lasse Lindorff                          | 3:44    |  |
| 2.                 | "Spy"                                        | Kenzie                 | Thomas Troelsen, Mikkel Remee Sigvardt, Irving Szathmary, Hwang Hyun | 3:13    |  |
| 3.                 | "From U" (너로부터; Neorobuteo)              | Yoo Young-jin          | Yoo Young-jin                                                        | 3:11    |  |
| 4.                 | "Outsider"                                   | Kenzie                 | Herbie Crichlow, Adam Pallin, Thomas Troelsen                        | 3:05    |  |
| 5.                 | "Only U"                                     | Leeteuk, Donghae       | Leeteuk, Lee Jae-myoung                                              | 3:35    |  |
| 6.                 | "Haru" (하루)                                | Donghae, Kwon Sun-il   | Donghae, Kwon Sun-il                                                 | 3:28    |  |
| 7.                 | "Now"                                        | Kim Bu-min             | Hitchhiker                                                           | 3:53    |  |
| 8.                 | "Rockstar"                                   | D2O, Youngsky          | D2O, Youngsky                                                        | 3:11    |  |
| 9.                 | "Gulliver" (걸리버; Geollibeo)               | Eunhyuk                | Markus Bøgelund, Søren Juhl Holmager, Mick Muxoll Rasmussen          | 3:25    |  |
| 10.                | "Someday" (언젠가는; Eonjenganeun)           | Lee Sang-eun           | Lee Sang-eun, An Jiwoo                                               | 4:13    |  |
| 11.                | "Bittersweet" (달콤씁쓸; Talkomsseupsseul)   | Kim Jungbae            | Kenzie                                                               | 3:26    |  |
| 12.                | "Butterfly" (빠삐용; Ppappiyong)             | Hwang Hyun, Shin Agnes | Hwang Hyun                                                           | 3:08    |  |
| 13.                | "Daydream" (머문다; Meomunda)                | Ha Jungho, Storyteller | Ha Jungho, Storyteller                                               | 3:44    |  |
| 14.                | "A ‘Good’ bye" (헤어지는 날; Heeojineun Nal) | Park Changhyun         | Park Changhyun                                                       | 3:48    |  |
| Duração total:     | Duração total:                               | Duração total:         | Duração total:                                                       | 49:04   |  |

## Promoção e recepção
Uma conferência, com a presença dos dez integrantes ativos, foi realizada em 3 de julho de 2012 para promover o lançamento do álbum. A conferência atraiu a mídia e jornalistas internacionais de Taiwan, China, Japão e Cazaquistão e também marcou a primeira atividade oficial de Kangin depois de sua volta do serviço militar obrigatótio. Super Junior fez seu retorno oficial no M! Countdown da Mnet em 5 de julho, quando apresentou "Sexy, Free & Single" e "From U".
O álbum alcançou altas classificações no iTunes em diversos países, incluindo Austrália, França, Japão e Peru. o álbum também atingiu o terceiro lugar na Billboard World Albums Chart. De acordo com o Hanteo Chart, Super Junior se tornou o primeiro artista a ultrapassar a marca de 200 mil álbuns vendidos em 2012 com Sexy, Free & Single. Segundo o Gaon Chart, o álbum vendeu 335.744 em apenas um mês, alcançando o primeiro lugar em todas as paradas. Super Junior ficou em primeiro no ranking do Hanteo "Top 5 K-Pop Artists 2012", além de ganhar o prêmio de "Álbum do Ano de 2012", também pelo Hanteo.
 Sexy, Free & Single alcançou o topo do Taiwan KKBOX Chart, tendo todas as canções do álbum nas paradas. No dia 30 de novembro, o grupo ganhou o prêmio de "Álbum do Ano" no Mnet Asian Music Awards pela segunda vez seguida.

## Versão japonesa
Em 29 de junho, durante a conferência do Mnet 20's Choice Awards, o grupo confirmou que gravaria a versão japonesa de "Sexy, Free & Single", e um videoclipe original em japonês, assim como outras faixas. Em 17 de julho, a SM Entertainment anunciou que o single seria lançado em 22 de agosto, como o quarto single japonês. Após o primeiro dia de vendas, o single alcançou o segundo lugar na Oricon com a venda de 63,813 cópias. O single ficou em segundo lugar no ranking semanal, vendendo 109,821 cópias e no sexto lugar no ranking mensal com a venda de 118,902 unidades. A versão japonesa de "Sexy, Free & Single" foi classificado como ouro no Japão por vender mais de 100,000 cópias.

## Desempenho nas paradas

### Álbum
| País           | Parada                             | Melhor posição |
| -------------- | ---------------------------------- | -------------- |
| Coreia do Sul  | Gaon Weekly Chart                  | 1              |
| Coreia do Sul  | Gaon Monthly Chart                 | 1              |
| Coreia do Sul  | Gaon Yearly Chart                  | 1              |
| Coreia do Sul  | Hanteo Daily Chart                 | 1              |
| Coreia do Sul  | Hanteo Weekly Chart                | 1              |
| Coreia do Sul  | Hanteo Monthly Chart               | 1              |
| Coreia do Sul  | Hanteo Yearly Chart                | 1              |
| Taiwan         | G-Music J-Pop/K-Pop Chart          | 1              |
| Taiwan         | G-Music International Chart        | 1              |
| Taiwan         | Taiwan's KKBOX K-Pop Daily Chart   | 1              |
| Taiwan         | Taiwan's KKBOX K-Pop Weekly Chart  | 1              |
| Taiwan         | Taiwan's KKBOX K-Pop Monthly Chart | 1              |
| Taiwan         | G-Music Combo Chart                | 4              |
| Hong Kong      | Hong Kong’s KKBOX K-Pop Charts     | 1              |
| Hong Kong      | Hong Kong Record Merchant Chart    | 5              |
| Japão          | Oricon Weekly Albums               | 5              |
| Japão          | Oricon Monthly Albums              | 9              |
| Estados Unidos | Billboard World Albums             | 3              |
| Estados Unidos | Billboard Heatseekers              | 37             |

| País          | Parada              | Melhor posição |
| ------------- | ------------------- | -------------- |
| Coreia do Sul | Gaon Weekly Chart   | 1              |
| Coreia do Sul | Gaon Monthly Chart  | 1              |
| Coreia do Sul | Hanteo Daily Chart  | 1              |
| Coreia do Sul | Hanteo Weekly Chart | 1              |